# Schoenus unispiculatus
Schoenus unispiculatus är en halvgräsart som beskrevs av Ferdinand von Mueller och George Bentham. Schoenus unispiculatus ingår i släktet axagssläktet, och familjen halvgräs. Inga underarter finns listade i Catalogue of Life.